# Escola de Palo Alto
A Escola de Palo Alto é uma corrente de pensamento e pesquisa que tomou o nome da cidade de Palo Alto, na Califórnia, a partir do início dos anos 1950. É citada em psicologia e psicossociologia, bem como em ciências da informação e da comunicação, relativa a conceitos de cibernética. Essa corrente está na origem da terapia familiar e da terapia breve. A escola foi fundada por Gregory Bateson com a ajuda de intelectuais como Paul Watzlawick.

## História
Em épocas em que o Modelo Shannon-Weaver ocupava o centro do palco, um grupo de psiquiatras, linguistas, antropólogos, sociólogos, matemáticos e outros, levantam a necessidade de desenvolver um modelo de comunicação para Ciências Humanas que constitua uma alternativa ao modelo linear da teoria matemática e coloca a comunicação como um processo social de compartilhamento e participação.
Este grupo de pesquisadores, incluindo Gregory Bateson, Ray Birdwhistell, Edward T. Hall, Erwing Goffman, Paul Watzlawick, etc, foi referido como membros do "Invisible College" porque não tinham um centro universitário único e formalizado. Eles também são conhecidos como "Escola do Palo Alto", com o nome de uma cidade localizada nos arredores de São Francisco (EUA), na qual o Instituto de Pesquisa Mental se estabeleceu, instituição na qual alguns dos membros fundadores começaram a trabalhar juntos.
Diferentemente do modelo linear (em que comunicação significa transmitir e decodificar informações de um determinado código), no modelo de Palo Alto, a comunicação implica construir um significado na interação. Assim, o conceito de comunicação subjacente a essa tendência incorpora a noção de processo social permanente que integra múltiplos modos de comportamento (palavras, gestos, olhares, Inter espaços) e múltiplos níveis integrados.
Cada indivíduo, como membro de uma determinada cultura, faz parte de sua comunicação, assim como o músico, parte da orquestra.
A metáfora da orquestra implica - além de múltiplos canais simultâneos - a existência de uma partitura e parte da premissa de que a comunicação humana é guiada por uma série de normas ou regras de interação que governam todos os aspectos envolvidos.
Não apenas deve ser considerada uma gramática da língua, mas também gramáticas paralinguísticas, gestuais, espaciais etc. (muitas vezes inconscientes para os próprios atores).

## Teoria
Paul Watzlawick - um dos representantes mais importantes do "Invisible College" formulou cinco axiomas da comunicação humana:
1. É impossível não se comunicar

A comunicação é inerente à vida humana e todo comportamento é uma forma de comunicação em si mesmo, tanto de forma implícita quanto explícita. Por exemplo, mesmo “ficar em silêncio” traz consigo uma informação.

2. A comunicação tem um aspecto de conteúdo e um aspecto de relação (metacomunicação)

Além do significado das palavras, todo ato comunicativo fornece informações sobre como a pessoa que fala quer ser entendida e sobre como o destinatário vai entender a mensagem; por exemplo, quando alguém diz: Tome cuidado. O nível de conteúdo nesse caso pode ser para impedir que algo ruim aconteça e o nível de relacionamento seria paternalista-amigável.

3. A pontuação dá significado de acordo com a pessoa

A comunicação pode ser entendida como uma série ininterrupta de troca de mensagens; no entanto, os participantes desse processo sempre introduzem o que os teóricos da comunicação humana chamam de "pontuação da sequência de eventos", o que implica a estruturação do fluxo de comunicação no qual o emissor e o receptor interpretam. seu próprio comportamento como reação ou resposta ao comportamento do outro. Por exemplo, em qualquer troca ou interação, alguém terá a iniciativa, o domínio ou a dependência etc. Uma pessoa com um determinado comportamento será considerada um líder, enquanto outra será considerada um adepto; o surgimento de ambos será dado pela estrutura relacional.

4. Modo digital e modo analógico

A comunicação envolve a transmissão de conteúdo (nível digital), mas também é importante a maneira pela qual esse conteúdo é transmitido (nível analógico).

5. A comunicação simétrica e complementar

Os procedimentos de comunicação entre humanos são simétricos ou complementares, sejam eles baseados na igualdade ou na diferença. Se a proporção de pessoas que se comunicam tende a igualar sua conduta mútua, falaremos sobre um relacionamento simétrico que é representado por pessoas em condições iguais: irmãos, amigos etc. Mas, se o relacionamento se basear na complementaridade de um e outro vínculo recíproco produzido por outro, é uma relação complementar em que existe a presença de algum tipo de autoridade: pais e filhos, professores e alunos, etc.